# Glossina austeni
Glossina austeni är en tvåvingeart som beskrevs av Robert Newstead 1912. Glossina austeni ingår i släktet tsetseflugor, och familjen Glossinidae. Inga underarter finns listade i Catalogue of Life.